# Il-18 (航空機)
Il-18（Ил-18）
ロシア航空のIl-18
- 用途：旅客機
- 分類：ターボプロップ旅客機
- 製造者：イリューシン設計局
- 運用者：
アエロフロート
クバーナ航空
高麗航空他
- 初飛行：1957年7月4日
- 生産数：564機
- 生産開始：1957年
- 運用開始：1959年
- 運用状況：現役

Il-18(イリューシン18；ロシア語:Ил-18イール・ヴァスィムナーッツァチ)は、1957年にソビエト連邦のイリューシン設計局から完成発表された中・長距離向けターボプロップ旅客機である。

## 概要
Il-18はアメリカのロッキード社製L-188エレクトラによく似た、ターボプロップエンジン4基の中型旅客機である。同時期に開発されたソ連製旅客機としては珍しく、最初から純粋な旅客機として開発された。そのため当時のソ連機の中では最も経済的で、離着陸性能も良かった。機内の客席は3-2の横5列配置で、通路は中央のみとなっている。
また、イリューシン設計局の機体としては初めてターボプロップエンジンを搭載した機体でもあった。後に電子情報支援機Il-20に改造されたものも含め、総生産機数は700機以上にものぼる。NATOコードネームは「クート(Coot：オオバンの意)」。

## 開発・運用

### 開発

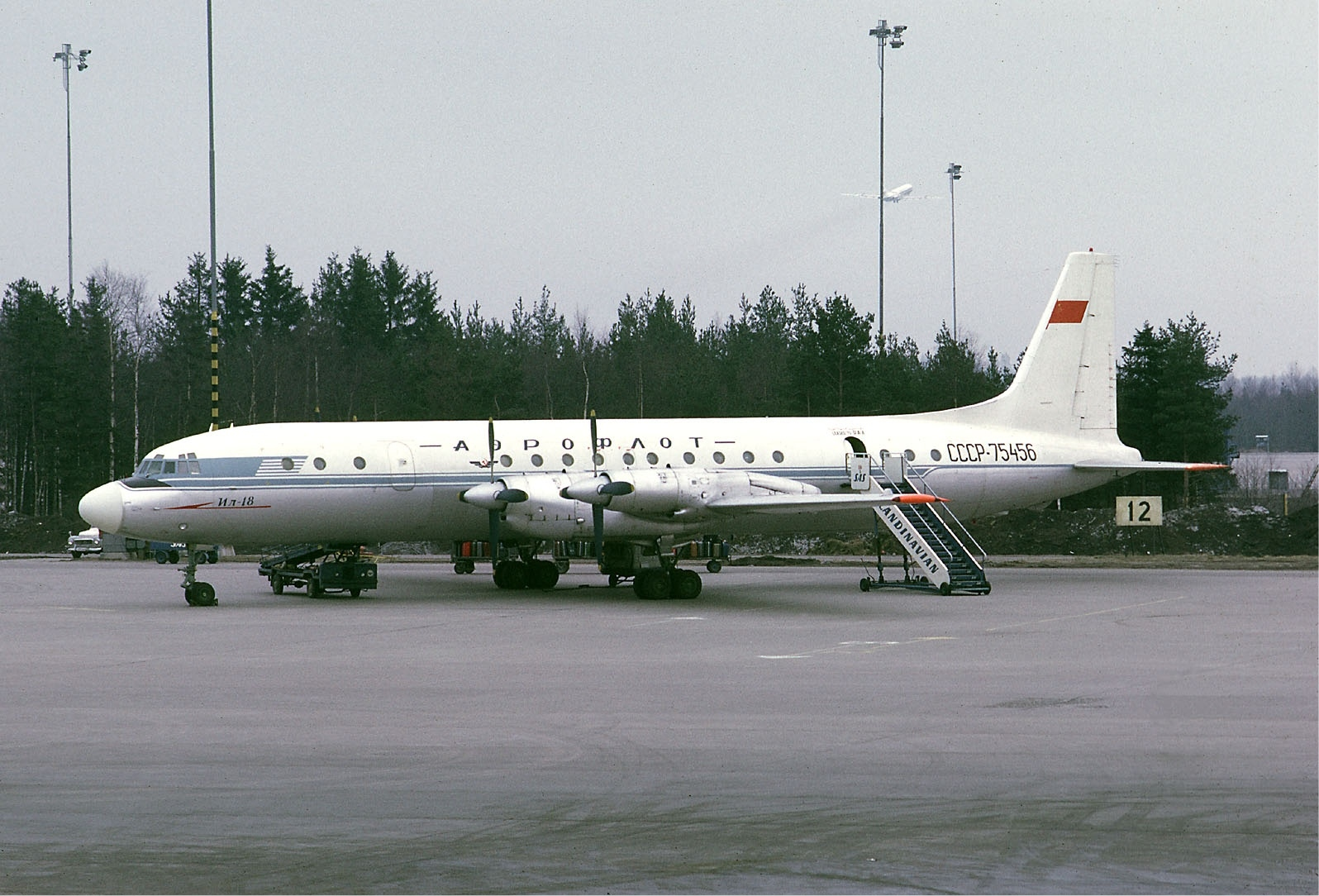
アエロフロート航空のイリューシンIl-18

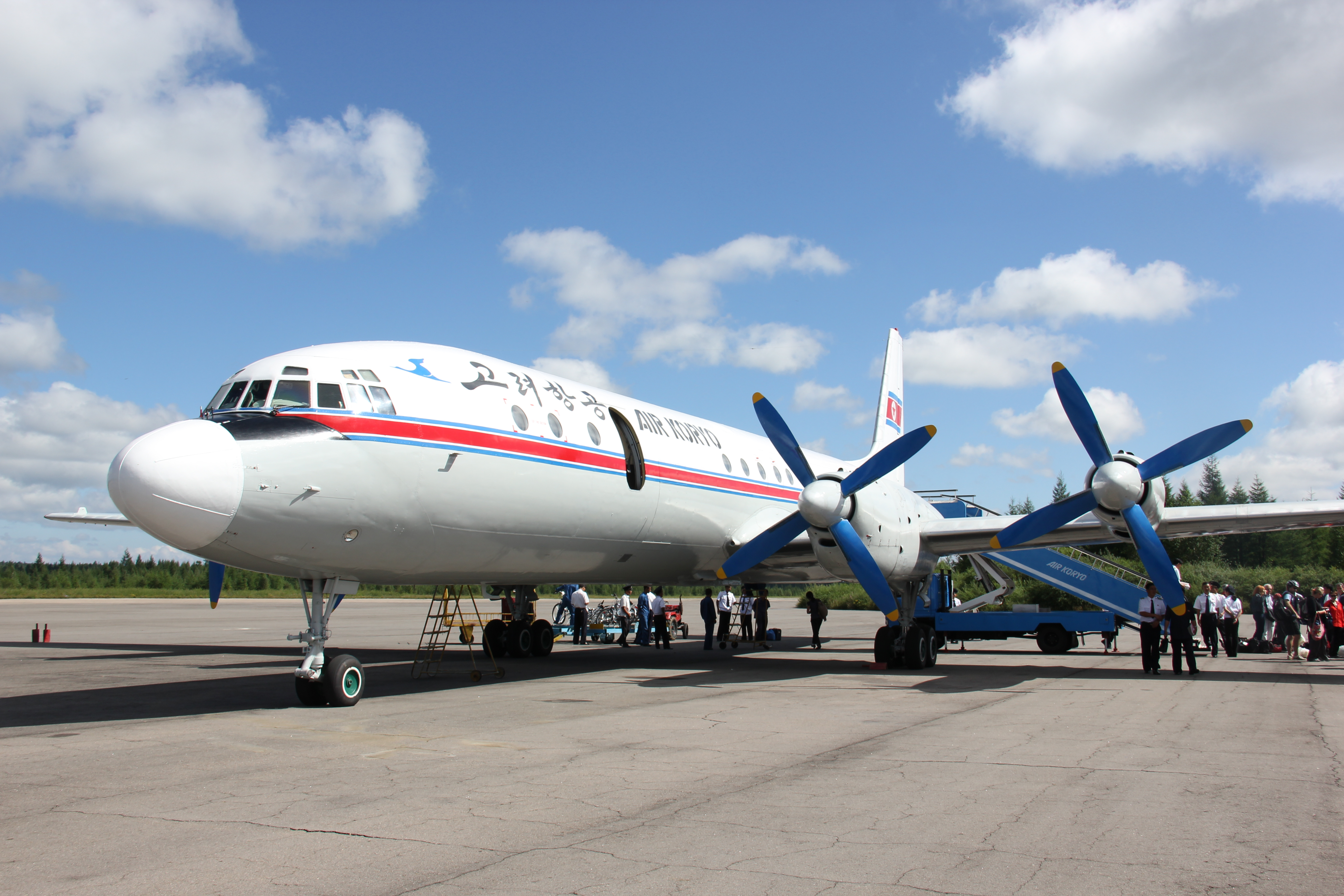
高麗航空のイリューシンIl-18

「Il-18」の名称を持つ旅客機のプロトタイプは1946年に1機製造されていた。この機体はレシプロエンジン搭載の4発機であり、Il-12双発機を大型化したもので「ソ連版ダグラス DC-4」といった外観であった。
乗客60～65名を乗せ、航続距離6000Kmを持つ機体を目指していた。1946年8月17日に初飛行したが、性能的に満足できるものではなく、翌年には運航中止になった。
その後、近代的なパワーソースであるターボプロップ旅客機として、1950年代中期にIl-18の開発が始まり、プロトタイプのIl-18Pは1957年7月4日に初飛行した。

### 運用
1959年には旅客運航も開始され、アエロフロートによりモスクワ～アドラー、モスクワ～アルマトイ（カザフスタン）間に就航した。就航開始直後に墜落事故を起こすものの、すぐに改善され生産は続けられた。
Il-18はポーランドやブルガリア、チェコスロヴァキアや中華人民共和国などの共産主義国や、それらの国が支援していたアジアやアフリカ、中南米などの発展途上国を中心に幅広く輸出され、その優秀さと快適さ、安価な価格からソビエト連邦やブルガリア、アフガニスタンやキューバをはじめ各国で政府専用機としても使用された。
また軍用型も多く開発され、前述のIl-20や対潜哨戒機のIl-38などが開発されている。ソビエト連邦の崩壊後は、ロシア、ウクライナなど独立国家共同体諸国でも運用が続けられている。

### 運用状況
現在大部分は引退し、多くの機体が地上で管理または放置されているが、現在でもロシアのアエロフロートで貨物機に改造され使用されているほか、ウクライナのリヴィウ航空や、朝鮮民主主義人民共和国の高麗航空など全世界で約100機程が現在も就役中と思われる。

## 型式

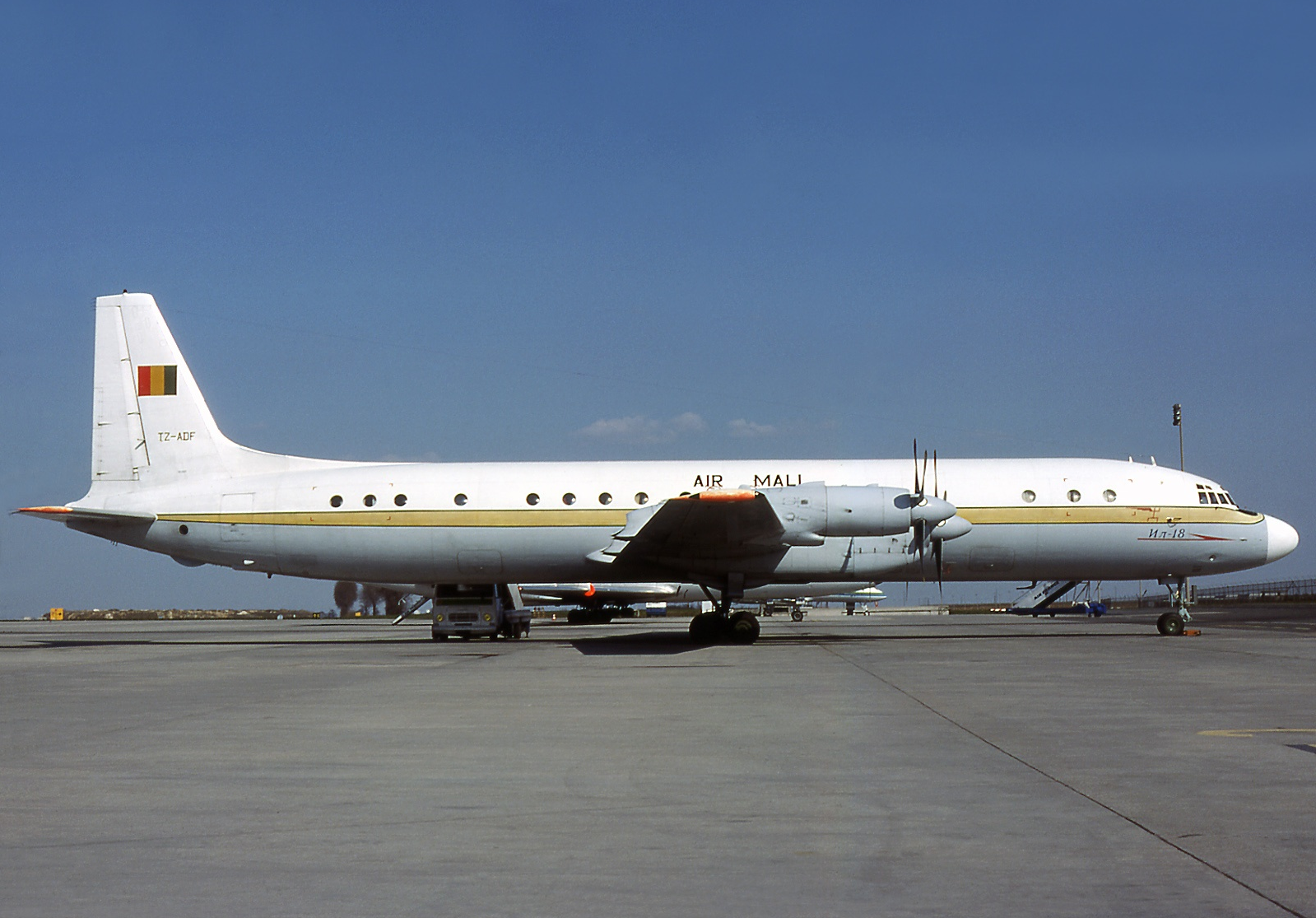
マリ航空のイリューシンIl-18V

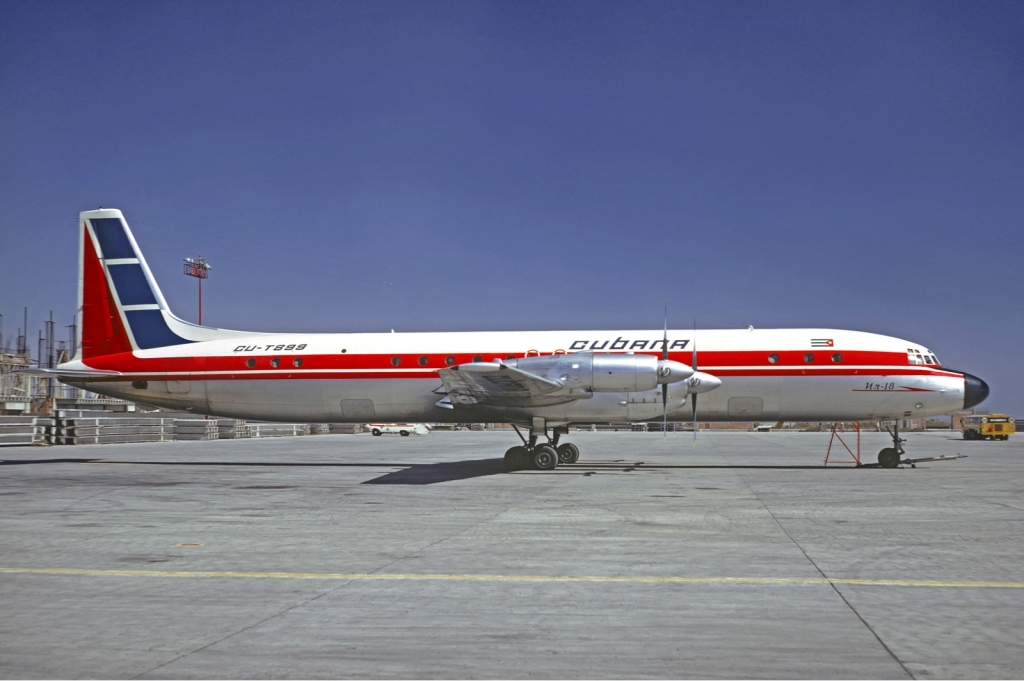
クバーナ航空のイリューシンIl-18D

Il-18A
前生産型。20番機までNK-4搭載、それ以降はAI-20を搭載。
Il-18B
スペックはIl-18(21番機~)と同じであるが、座席配置が変更されたため最大座席数が増加し84席となっている。
Il-18V
1961年に登場し、最大座席数が90-100席までに拡大された。またそれに伴い客室窓の配置も変更されている。
Il-18I
エンジンをAI-20M ターボプロップエンジン(4,250 shp)に換装したプロトタイプで、燃料タンク容量も増加している。また最大座席数も110-122席まで拡大している。
Il-18D
Il-18Iの生産型。
Il-18E
Il-18Iの生産型であるが、Il-18Iのように燃料タンク容量は増加していない。
Il-18T
後年アエロフロートによって改造された貨物専用機。
Il-20
電子情報支援機仕様。NATOコードは同じく「Coot:クート」。
Il-22
空中コマンドポスト仕様。NATOコードは「Coot-B:クートB」。
Il-22M
空中コマンドポスト仕様。近代化された作戦機器を装備。派生機種も含めロシア空軍は30機程度保有していると見られている。2023年6月23日に発生したワグネルの反乱では1機が撃墜されている。
Il-38
主翼位置の変更などの改設計を行い対潜哨戒機としたもの。NATOコード「MAY:メイ」。
Il-118
2機のD-236Tプロップファンエンジンを搭載するアップグレード案。

## 仕様
- 全長: 37.40 m
- 翼巾: 35.90 m
- 全高: 10.17 m
- 翼面積: 140.1 m2
- エンジン: イーフチェンコ設計局製 AI-20M ターボフロップエンジン（4,250 hp)×4
- 乗員: 5
- 座席数: 75
- 最大離陸重量: 64,000 kg
- 最大巡航速度: 675 km/h
- 航続距離: 6,500 km （全負荷で3,700 km）

## 参考書籍
酣燈社刊『世界航空機年鑑』1959年版